# Episodi de I Simpson (undicesima stagione)
L'undicesima stagione de I Simpson (serie di produzione BABF) è andata in onda negli USA dal 26 settembre 1999 al 21 maggio 2000.
La stagione comprende quattro episodi della serie di produzione AABF, relativa alla precedente stagione.
L'episodio Dietro la risata ha vinto un Emmy per il miglior programma animato.
In Italia è stata trasmessa per la prima volta dal 2 ottobre al 20 novembre del 2000 su Italia 1.
Nella versione italiana da questa stagione la voce italiana di Jasper è quella di Silvio Anselmo dopo la morte di Gianni Vagliani.
Dal 6 ottobre 2008 è in vendita il cofanetto contenente l'undicesima stagione completa.
Dal 18 al 29 luglio 2016 questa stagione viene replicata su Italia 1 per la prima volta rimasterizzata in 16:9 e in alta definizione, ad eccezione degli episodi Piccola grande mamma e La paura fa novanta X trasmessi il 16 agosto, e Di nuovo solo-solino-soletto il giorno dopo.
| N° | Codice di produzione | Titolo italiano                        | Titolo originale                        | Prima TV USA      | Prima TV Italia  |
| -- | -------------------- | -------------------------------------- | --------------------------------------- | ----------------- | ---------------- |
| 1  | AABF23               | Oltre la sfera della cantonata         | Beyond Blunderdome                      | 26 settembre 1999 | 6 ottobre 2000   |
| 2  | AABF22               | Gli aiutanti speciali di Bart          | Brother's Little Helper                 | 3 ottobre 1999    | 4 ottobre 2000   |
| 3  | AABF21               | Indovina chi viene a criticare         | Guess Who's Coming to Criticize Dinner? | 24 ottobre 1999   | 2 ottobre 2000   |
| 5  | BABF01               | La paura fa novanta X                  | Treehouse of Horror X                   | 31 ottobre 1999   | 9 ottobre 2000   |
| 4  | AABF19               | L'erba del vicino è sempre più verde   | E-I-E-I-(Annoyed Grunt)                 | 29 ottobre 1999   | 11 ottobre 2000  |
| 6  | BABF02               | Sete di gloria, fame d'amore           | Hello Gutter, Hello Fadder              | 14 novembre 1999  | 13 ottobre 2000  |
| 7  | BABF03               | Quando niente quando troppo!           | Eight Misbehavin'                       | 21 novembre 1999  | 16 ottobre 2000  |
| 8  | BABF05               | Mogli e moto dei paesi tuoi            | Take My Wife, Sleaze                    | 28 novembre 1999  | 18 ottobre 2000  |
| 9  | BABF07               | A Natale ogni spassolo vale            | Grift of the Magi                       | 19 dicembre 1999  | 20 ottobre 2000  |
| 10 | BABF04               | Piccola grande mamma                   | Little Big Mom                          | 9 gennaio 2000    | 23 ottobre 2000  |
| 11 | BABF06               | Chi con fede agisce, con fede guarisce | Faith Off                               | 16 gennaio 2000   | 25 ottobre 2000  |
| 12 | BABF08               | Il castello in aria di Homer           | The Mansion Family                      | 23 gennaio 2000   | 27 ottobre 2000  |
| 13 | BABF09               | Febbre da cavallo galattica            | Saddlesore Galactica                    | 6 febbraio 2000   | 30 ottobre 2000  |
| 15 | BABF10               | Di nuovo solo-solino-soletto           | Alone Again, Natura-Diddily             | 20 febbraio 2000  | 1 novembre 2000  |
| 14 | BABF11               | Missionario impossibile                | Missionary: Impossible                  | 13 febbraio 2000  | 3 novembre 2000  |
| 16 | BABF12               | Boe perde la faccia                    | Pygmoelian                              | 27 febbraio 2000  | 6 novembre 2000  |
| 17 | BABF13               | Bart al futuro                         | Bart to the Future                      | 19 marzo 2000     | 8 novembre 2000  |
| 18 | BABF14               | A tutta birra                          | Days of Wine and D'oh'ses               | 9 aprile 2000     | 10 novembre 2000 |
| 19 | BABF16               | Ammazza l'alligatore e scappa          | Kill the Alligator and Run              | 30 aprile 2000    | 13 novembre 2000 |
| 20 | BABF15               | Ultimo tip-tap a Springfield           | Last Tap Dance in Springfield           | 7 maggio 2000     | 15 novembre 2000 |
| 21 | BABF18               | Questa pazza pazza pazza pazza Marge   | It's A Mad, Mad, Mad, Mad Marge         | 14 maggio 2000    | 17 novembre 2000 |
| 22 | BABF19               | Dietro la risata                       | Behind the Laughter                     | 21 maggio 2000    | 20 novembre 2000 |

## Oltre la sfera della cantonata
- Sceneggiatura: Mike Scully
- Regia: Steven Dean Moore
- Messa in onda originale: 26 settembre 1999
- Messa in onda italiana: 2 ottobre 2000

La famiglia Simpson ottiene i biglietti per assistere alla première del nuovo film di Mel Gibson, un remake di Mr. Smith va a Washington. Tutto il pubblico è soddisfatto del film, tranne Homer che lamenta l'assenza di azione e violenza nel film. Particolarmente insicuro sui risultati del film, Gibson si affida ai consigli di Homer per riscrivere la sceneggiatura del film, che diventa un surreale action movie con finale apocalittico. 
I produttori del film decidono di far sparire la copia del nuovo film, buttandosi all'inseguimento di Homer e Mel Gibson, che alla fine riescono a far proiettare il film, che si rivela un fiasco.
- Guest star: Mel Gibson (voce di se stesso), Jack Burns (voce di Edward Christian), Claudio Sorrentino(voce di Mel Gibson ed. italiana), Sergio Di Giulio (voce di Edward Christian ed. italiana).
- Frase alla lavagna: Di venerdì i pantaloni non sono un optional
- Gag del divano: la famiglia Simpson trova seduta sul divano la loro copia dei primi corti; spaventati, tutti scappano via.

## Gli aiutanti speciali di Bart
- Sceneggiatura: George Meyer
- Regia: Mark Kirkland
- Messa in onda originale: 3 ottobre 1999
- Messa in onda italiana: 4 ottobre 2000

Dopo essere stato nuovamente ripreso da Skinner, a Bart viene diagnosticata la sindrome da deficit di attenzione e iperattività, e viene curato con una terapia a base di psicofarmaci. 
Inizialmente Bart diventa intellettuale e disciplinato, ma dopo poco si rivela anche paranoico e preoccupante, al punto di sospettare di essere spiato dai satelliti della Major League Baseball. A quel punto Bart si mette a scorrazzare per Springfield alla guida di un carro armato, finché non finisce la benzina. Quindi Bart punta il cannone al cielo e spara colpendo un satellite della Major League Baseball dove erano presenti dati riguardanti tutti i cittadini di Springfield e di conseguenza la sua teoria si rivela esatta.
- Guest star: Mark McGwire (voce di se stesso)
- Frase alla lavagna: Porco non è un verbo
- Gag del divano: la famiglia Simpson è seduta sul divano, ma non è colorata, perciò arrivano dei disegnatori che completano la famiglia con i giusti colori.

## Indovina chi viene a criticare
- Sceneggiatura: Al Jean
- Regia: Nancy Kruse
- Messa in onda originale: 24 ottobre 1999
- Messa in onda italiana: 6 ottobre 2000

Homer viene assunto come critico culinario per il giornale locale. Per via del proprio smodato amore per il cibo, Homer recensisce favorevolmente qualunque ristorante in cui mette piede, facendosi scrivere le critiche da Lisa. 
La direzione del giornale però chiede ad Homer di essere più severo nei giudizi, ottenendo però il risultato di far diventare Homer ipercritico e sprezzante nei confronti di qualunque piatto. I ristoratori di Springfield decidono di vendicarsi uccidendo Homer, tramite un bignè avvelenato. Lisa però riesce a scoprire i malvagi piani dei ristoratori e salvare il padre all'ultimo minuto. I due vengono tuttavia picchiati dalla folla per avere combinato un guaio.
- Guest star: Edward Asner (voce del direttore dello Springfield Shopper), Ennio Coltorti (voce del direttore dello Springfield Shopper nell'ed.italiana)
- Frase alla lavagna: Io non sono l'ultimo padrino
- Gag del divano: i Simpson si sono seduti sul divano, ma Marge nota la firma di Matt Groening vicino al divano e la cancella. Subito dopo arriva lo stesso Groening che rimette la firma.

## La paura fa novanta X
- Sceneggiatura: Donick Cary, Tim Long, Ron Hague
- Regia: Pete Michels
- Messa in onda originale: 31 ottobre 1999
- Messa in onda italiana: 9 ottobre 2000

L'episodio contiene tre storie di Halloween, introdotte dalla famiglia Simpson che, travestita da personaggi dei precedenti episodi di Halloween, guarda uno show di Kang e Kodos che celebrano il decimo anniversario di La paura fa novanta.
- So cosa hai fattino-fattuccio-fatto (I Know What You Diddily-Iddily Did)
Marge uccide accidentalmente Ned e viene perseguitata da qualcuno che afferma di sapere cosa ha fatto. Soltanto alla fine si scopre che Flanders è sopravvissuto, essendo diventato un lupo mannaro.
- Cercasi Xena disperatamente (Desperately Xeeking Xena)
In seguito a un incidente durante un'esposizione scientifica, Bart e Lisa assumono dei superpoteri e devono salvare l'attrice Lucy Lawless rapita dall'Uomo dei fumetti.
- La vita è illusione, dopo si muore (Life's A Glitch, Then You Die)
Il Millennium bug getta la Terra nel caos, portandola all'autodistruzione. Vengono quindi organizzati delle spedizioni spaziali per salvare gli abitanti più meritevoli. Tuttavia soltanto Lisa, Marge e Maggie salgono a bordo, mentre Homer e Bart rimangono da soli a terra, ma riescono a salire su un'altra navetta prima che la Terra esploda, che però si rivela essere dirottata verso il Sole. Padre e figlio fuggono da tale morte certa facendosi catapultare col sedile nello spazio, dove però in mancanza di ossigeno le loro teste esplodono una alla volta.

- Guest star: Tom Arnold (voce di se stesso), Lucy Lawless (voce di se stessa), Dick Clark (voce di se stesso)
- Frase alla lavagna: assente
- Gag del divano: In onore del decimo Speciale Halloween dei Simpson vengono acclamati sul palcoscenico i due marziani Kodos e Kang da un pubblico di soli alieni. La scena dopo vede i Simpson seduti sul divano mascherati e mutati: Homer è mutato in un "Jack nella Scatola", Marge da moglie del mostro di Frankenstein, Maggie appare nella forma aliena assunta in un episodio del nono Speciale Halloween "Due marziani e una culla", Lisa si traveste semplicemente con un'accetta conficcata nella testa e Bart da bambino mosca. La gag finisce quando Maggie con la sua pistola aliena vaporizza la sorella Lisa.

## L'erba del vicino è sempre più verde
- Sceneggiatura: Ian Maxtone-Graham
- Regia: Bob Anderson
- Messa in onda originale: 7 novembre 1999
- Messa in onda italiana: 11 ottobre 2000

Dopo aver visto un film di Zorro, Homer schiaffeggia chiunque gli metta i bastoni fra le ruote, ma per sbaglio schiaffeggia un uomo del sud che prende sul serio le regole della cavalleria. Il giorno dopo si presenta dai Simpson, ma questi ultimi riescono a darsela a gambe e si rifugiano nella vecchia fattoria di Abe. 
Preso in giro dai vicini per il raccolto che non cresce, Homer chiama Lenny dicendo di portargli del plutonio e così Homer lo sparge nel campo venendo fuori un miscuglio di pomodoro e tabacco che si rivela dare assuefazione. Homer lo vende a quintali facendo affari d'oro, ma poi interviene un'azienda del tabacco, la Laramie, che vuole l'intero raccolto offrendo 150000000 $. Homer vuole più soldi, così vengono buttati fuori dall'auto e scoprono che gli animali hanno mangiato quasi tutto il raccolto. Homer salva una pianta, ma la butta via e viene presa dalla Laramie, che non riesce a fuggire per via di una pecora affamata salita sull'elicottero. I Simpson tornano a Springfield ma si erano dimenticati del sudista, il quale sfida Homer; Marge lo ferma offrendogli il suo timballo di carne, ma poi il sudista si ricorda che deve duellare e spara a Homer che verrà soltanto ferito.
- Guest star: B-52's (voci di se stessi)
- Frase alla lavagna: Non ho vinto il Premio Nobel per il peto
- Gag del divano: davanti al divano c'è un cordone con un buttafuori, che fa entrare tutta la famiglia tranne Homer.

## Sete di gloria, fame d'amore
- Sceneggiatura: Al Jean
- Regia: Mike B. Anderson
- Messa in onda originale: 14 novembre 1999
- Messa in onda italiana: 13 ottobre 2000

Homer ottiene una grande popolarità locale per aver giocato una partita perfetta di bowling. Ma in breve tempo la popolarità passa, ed Homer viene rapidamente dimenticato. Dopo un maldestro tentativo di suicidio, in cui viene salvato da Otto, Homer decide di dedicare la propria vita ai figli, dopo una conversazione con Ron Howard. Homer si dedica in particolare a Maggie e la iscrive a un corso di nuoto in piscina, dove però la bimba dimostra di non fidarsi del padre. 
Homer ci riprova nell'acqua del mare, ma finisce per annegare. Incredibilmente sarà proprio la piccola Maggie a salvarlo, dimostrandogli quanto bene gli vuole (per poi fare anche lei una partita perfetta a bowling).
- Guest star: Ron Howard (voce di se stesso), Penn & Teller (voce di se stessi), Pat O'Brien (voce di se stesso), Nancy O'Dell (voce di se stessa), Claudio Sorrentino(voce di Ron Howard ed.italiana)
- Frase alla lavagna: Io non userò nessuna doppia negazione
- Gag del divano: davanti al divano, una betoniera fa colare del cemento che forma ognuno dei componenti della famiglia Simpson. Alla fine la statua di Homer si spezza e cade.

## Quando niente quando troppo!
- Sceneggiatura: Matt Selman
- Regia: Steven Dean Moore
- Messa in onda originale: 21 novembre 1999
- Messa in onda italiana: 16 ottobre 2000

Manjula e Apu stanno tentando di aver un figlio, ma per via di una sovrabbondanza di pillole per la fertilità, Manjula dà alla luce otto gemelli. 
Inizialmente aiutati da alcuni sponsor, la coppia viene abbandonata, poiché a Shelbyville ne nascono ben nove. L'unica soluzione sembra essere quella offerta ad Apu e Manjula dal direttore di uno zoo, di mettere in mostra gli otto bambini in uno spettacolo. Quando però Apu decide di interrompere lo sfruttamento dei figli, il direttore dello zoo rifiuta di rescindere il contratto. Alla fine la situazione si risolve quando lo spettacolo dei bambini viene rimpiazzato da uno in cui Homer e Butch Patrick affrontano dei cobra a bordo di un monociclo.
- Guest star: Garry Marshall (voce di Larry Kidkill), Butch Patrick (voce di se stesso)
- Frase alla lavagna: Le bruciature degli indiani non sono un retaggio della nostra cultura
- Gag del divano: dopo che i Simpson si sono seduti sul divano, quest'ultimo ruota su di sé e si vede Ned Flanders incatenato.

## Mogli e moto dei paesi tuoi
- Sceneggiatura: John Swartzwelder
- Regia: Neil Affleck
- Messa in onda originale: 28 novembre 1999
- Messa in onda italiana: 18 ottobre 2000

In una gara di rock acrobatico, Homer vince una Harley-Davidson e decide di fondare un gruppo di biker chiamata "Satanassi infernali" insieme a Boe, Ned Flanders, Lenny e Carl. Tuttavia un gruppo di biker chiamati proprio "Satanassi infernali" si insedia a casa di Homer, colpevole di aver rubato il loro nome, e rapisce Marge. Homer rintraccia la banda e sfida il loro leader per riprendersi Marge. Alla fine il gruppo di biker, convinti da Marge, decide di vivere in modo normale.
- Guest star: John Goodman (voce di Meathook), Jay North (voce di se stesso), NRBQ (voci di se stessi), Henry Winkler (voce di Ramrod), Enzo Avolio (voce di Meathook ed. italiana), Bruno Conti(voce di Ramrod ed. italiana)
- Frase alla lavagna: Non sono in grado di vedere i defunti
- Gag del divano: i Simpson si siedono sul divano che è una macchina taglia-documenti e vengono fatti a strisce.

## A Natale ogni spassolo vale
- Sceneggiatura: Tom Martin
- Regia: Matthew Nastuk
- Messa in onda originale: 19 dicembre 1999
- Messa in onda italiana: 20 ottobre 2000

Mentre gioca con Milhouse, Bart si rompe il coccige ed è costretto su una sedia a rotelle. Per questo motivo Skinner è costretto a far costruire degli scivoli nella scuola, affidandosi alla mafia di Tony Ciccione. 
Ma la scarsa qualità dei materiali usati fa presto crollare gli scivoli. La scuola viene inizialmente chiusa e in seguito rilevata da una ditta di giocattoli. Con la nuova direzione i ragazzi, anziché studiare, vengono utilizzati per sviluppare idee per nuovi prodotti. La normalità nella scuola elementare viene ripristinata grazie a Montgomery Burns che, dopo aver ricevuto la visita degli spiriti dei Natali passati, decide di finanziare la scuola.
- Guest star: Tim Robbins (voce di Jim Hope), Clarence Clemons (voce narrante), Gary Coleman (voce di se stesso)
- Frase alla lavagna: Non venderò il mio rene su ebay
- Gag del divano: i Simpson arrivano sul divano da una pertica come quelle che usano i pompieri, ma Homer si incastra nel buco e urla "Tiratemi giù!".

## Piccola grande mamma
- Sceneggiatura: Carolyn Omine
- Regia: Mark Kirkland
- Messa in onda originale: 9 gennaio 2000
- Messa in onda italiana: 23 ottobre 2000

I Simpson vanno in vacanza sulla neve e, mentre gli altri si divertono a sciare, Marge rimane nella baita, ma si rompe una gamba per via della caduta di un orologio a cucù. Costretta in ospedale, Marge affida la cura della casa a Homer, Bart e Lisa. Homer e Bart complicano la vita a Lisa, che, decisa a punirli in qualche modo, fa credere ai due di aver contratto la lebbra, e su suggerimento di Ned Flanders vengono portati in una comunità alle Hawaii. 
Quando Marge, ritornata in salute, va a recuperare Bart ed Homer, scopre che i due si stanno godendo la vacanza nonostante i dolorosi trattamenti.
- Guest star: Elwood Edwards (Voce di Dottore Virtuale)
- Frase alla lavagna: Non creerò opere d'arte con il letame
- Gag del divano: i Simpson sono come i pupazzi dei crash test e il divano, proprio come nei crash test automobilistici, va a impattare il televisore.

## Chi con fede agisce, con fede guarisce
- Sceneggiatura: Frank Mula
- Regia: Nancy Kruse
- Messa in onda originale: 16 gennaio 2000
- Messa in onda italiana: 25 ottobre 2000

Bart, dopo essere riuscito a sfilare un secchio incastrato da giorni nella testa di Homer, si convince di avere dei poteri da guaritore, ottenendo anche discreti proseliti. Tuttavia Milhouse viene convinto da Bart di essere stato guarito dalla miopia e getta gli occhiali, ma viene investito da un'auto; Bart abbandona l'attività in preda ai sensi di colpa. Intanto Homer organizza un carro allegorico universitario, che però investe il campione di football Anton Lubchenko durante un'importante partita. Minacciato da Tony che aveva scommesso sulla vittoria della squadra di Lubchenko, Homer prega Bart di aiutare Lubcenko a riprendersi. 
Incredibilmente il giocatore ricomincia a giocare, vincendo la partita e perdendo definitivamente la gamba.
- Guest star: Don Cheadle (voce di Fratello Fede), Enrico Di Troia (voce di Fratello Fede ed.italiana)
- Frase alla lavagna: Smetterò di comunicare tutto via telefono
- Gag del divano: i Simpson arrivano nel soggiorno, ma Homer si sdraia per primo, come in una seduta psicanalitica, e dice a un dottore, che ha le fattezze di Sigmund Freud, di essere pazzo.

## Il castello in aria di Homer
- Sceneggiatura: John Swartzwelder
- Regia: Michael Polcino
- Messa in onda originale: 23 gennaio 2000
- Messa in onda italiana: 27 ottobre 2000

Dopo esser stato dichiarato l'uomo più vecchio di Springfield, Burns decide di sottoporsi a un checkup completo in una prestigiosa clinica fuori città. 
La sua lussuosa dimora viene affidata alla famiglia Simpson, che vi si trasferisce provvisoriamente, godendosi i privilegi della casa di Burns. Negli ultimi giorni di trasferimento Homer, in compagnia di Bart e di alcuni uomini di Springfield, organizza un party a base di birra sullo yacht di Burns, che però viene sequestrato dai pirati. Homer riuscirà comunque a salvarsi. Intanto, dopo aver scoperto di avere tutti i malanni esistenti, che annullandosi l'uno con l'altro lo rendono sanissimo, Burns ritorna alla propria vita, cacciando fuori casa i Simpson, e lasciando Homer risentito e nostalgico della sua vita da nababbo.
- Guest star: Britney Spears (voce di se stessa), Federica De Bortoli (voce di Britney Spears nell'ed.italiana)
- Frase alla lavagna: Fare il pagliaccio in classe non è un lavoro retribuito
- Gag del divano: i Simpson si siedono sul divano, ma Bart e Lisa sono adulti, Marge e Homer sono bambini. Homer cerca di prendere il telecomando, ma Lisa lo riprende subito dandogli un colpo sulla mano.

## Febbre da cavallo galattica
- Sceneggiatura: Tim Long
- Regia: Lance Kramer
- Messa in onda originale: 6 febbraio 2000
- Messa in onda italiana: 30 ottobre 2000

I Simpson salvano un cavallo "tuffatore" di nome Duncan dal padrone violento e lo adottano come se si trattasse di un animale domestico. I costi per mantenere Duncan però si dimostrano troppo elevati, e per ovviare a ciò Homer e Bart decidono di iscrivere Duncan alle corse, che nonostante i primi scarsi risultati faranno la fortuna del cavallo, tanto da provocare l'ira degli altri fantini, che si scoprono essere dei perfidi folletti. 
Intanto Lisa contatta il presidente Bill Clinton per protestare contro l'ingiusta sconfitta della banda musicale di cui faceva parte, durante un concorso a Odgenville.
- Guest star: Bachman-Turner Overdrive (voce di loro stessi), Jim Cummings (voce di Duncan), Edoardo Nordio (voce del telecronista della corsa di cavalli ed.italiana)
- Frase alla lavagna: I supplenti non sono delle croste
- Gag del divano: i Simpson con delle mosse di karate distruggono tutto quello che incontrano nel salotto. Alla fine Homer tira fuori il telecomando e accende la TV.

## Di nuovo solo-solino-soletto
- Sceneggiatura: Ian Maxtone-Graham
- Regia: Jim Reardon
- Messa in onda originale: 13 febbraio 2000
- Messa in onda italiana: 1º novembre 2000

Durante una gara automobilistica, Maude Flanders viene colpita in pieno dal lancio di alcune magliette, provocate in quella direzione da Homer, che la fanno precipitare giù e morire. 
Nonostante le buone intenzioni di Homer e Marge di voler consolare Ned, l'uomo è talmente affranto da cominciare a dubitare della propria fede. A riconciliarlo con la religione e a dargli una speranza per il futuro è l'incontro con un'affascinante cantante di un gruppo musicale di Christian rock di nome Rachel.
- Guest star: Shawn Colvin (voce di Rachel Jordan)
- Frase alla lavagna: La mia sospensione non è condivisibile
- Gag del divano: i Simpson entrano nel soggiorno ognuno su una macchina da autoscontri, ma alla fine tutti i componenti della famiglia iniziano ad urtare la macchina di Homer.

## Missionario impossibile
- Sceneggiatura: Ron Hauge
- Regia: Steven Dean Moore
- Messa in onda originale: 20 febbraio 2000
- Messa in onda italiana: 3 novembre 2000

Homer promette di donare 10000 $ al canale televisivo PBS, per fare in modo che la sua trasmissione preferita non venga interrotta. Tuttavia i creditori della rete televisiva reclamano i soldi, e Homer cerca aiuto in Lovejoy, che per salvarlo lo spedisce come missionario in una isola dell'Oceano Pacifico. 
Dopo i primi momenti di smarrimento, Homer inizia a insegnare agli indigeni le abitudini occidentali, quali il bere e il gioco d'azzardo, rovinando la serena vita del villaggio. Resosi conto del suo errore, Homer si comporta da vero missionario e crea, con l'aiuto della tribù, una piccola chiesa, ma il suono della campana attiva il vulcano e Homer rischia di finire nel magma bollente. La trasmissione viene però interrotta dalla PBS, la quale chiede nuove donazioni per salvare Homer e far continuare I Simpson, donazione effettuata da un anonimo che si scoprirà essere Bart.
- Guest star: Betty White (voce di se stessa), Alina Moradei (voce di Betty White ed.italiana)
- Frase alla lavagna: Un rutto non è una presentazione orale
- Gag del divano: i Simpson entrano in una stazione del metrò dove vi è il divano e un cartello che porta la scritta "Evergreen Terrace", e, una volta arrivato il treno, salgono e vanno via.

## Boe perde la faccia
- Sceneggiatura: Larry Doyle
- Regia: Mark Kirkland
- Messa in onda originale: 27 febbraio 2000
- Messa in onda italiana: 6 novembre 2000

Boe vince una gara per barman, il cui premio è vedere la fotografia della propria faccia sul calendario Duff. Vedendosi ritratto in foto si rende conto di essere bruttissimo e si sottopone a un intervento di chirurgia che gli cambia completamente i lineamenti rendendolo estremamente affascinante, al punto di essere assunto come attore in una soap opera. Tuttavia Boe riesce "in qualche modo" a leggere i copioni degli episodi successivi della soap opera e, sbagliando a leggere, si convince che i produttori vogliano uccidere il suo personaggio. Per vendetta Boe rivela in diretta lo svolgimento di tutti gli episodi futuri, ottenendo come unico effetto il licenziamento in tronco. Inoltre il crollo della scenografia su Boe, o per meglio dire solo sulla sua faccia, stravolge nuovamente il suo volto, rendendolo esattamente come era prima.
- Guest star: assente
- Frase alla lavagna: Le pallonate si fermano alla porta della palestra
- Gag del divano: i Simpson si sono seduti sul divano, ma Marge nota la firma di Matt Groening vicino al divano e la cancella. Subito dopo arriva lo stesso Groening che rimette la firma.

## Bart al futuro
- Sceneggiatura: Dan Greaney
- Regia: Michael Marcantel
- Messa in onda originale: 19 marzo 2000
- Messa in onda italiana: 8 novembre 2000

Dopo una vacanza in un bosco, durata poco per via di una invasione di zanzare, la famiglia Simpson decide di fare una sosta a un casinò indiano, dove Bart tenta di barare, e finisce nell'ufficio del direttore. Per scoraggiare Bart, il direttore prevede il futuro del ragazzo. Bart scopre così che nel 2030 sarà un aspirante cantante rock di scarso successo che divide una misera abitazione con Ralph, e vive sulle spalle di sua sorella Lisa, che invece è stata eletta presidente degli Stati Uniti. 
Ciò nonostante Bart aiuterà Lisa a far uscire il paese da alcuni problemi finanziari.
- Guest star: assente
- Frase alla lavagna: Non infiammabile non è una sfida
- Gag del divano: davanti al divano c'è un cordone con un buttafuori, che fa entrare tutta la famiglia tranne Homer.

## A tutta birra
- Sceneggiatura: Deb Lacusta e Dan Castellaneta
- Regia: Neil Affleck
- Messa in onda originale: 9 aprile 2000
- Messa in onda italiana: 10 novembre 2000

Dopo aver visto un imbarazzante filmato relativo alla sua festa di compleanno, Barney si rende conto di quanto patetica sia la sua vita a causa dell'alcol e decide di smettere di bere, oltre che tentare di diventare pilota di elicotteri. 
Nonostante i buoni propositi di Barney, Homer non prende bene la decisione dell'amico. Intanto Bart e Lisa cercano di scattare una fotografia per un concorso, ma finiscono intrappolati in un incendio nel bosco. Sarà proprio Barney con l'aiuto di Homer a salvare i due bambini, prelevandoli con l'elicottero. La scena finale vede Homer e Barney, nel parco, intenti a bere numerose lattine di caffè con latte, dove in realta c'è della birra messa da Boe.
- Guest star: assente
- Frase alla lavagna: Non sono stato toccato lì da un angelo
- Gag del divano: la famiglia Simpson trova seduta sul divano la loro copia dei primi corti; spaventati, tutti scappano via.

## Ammazza l'alligatore e scappa
- Sceneggiatura: John Swartzwelder
- Regia: Jen Kamerman
- Messa in onda originale: 30 aprile 2000
- Messa in onda italiana: 13 novembre 2000

Dopo aver scoperto da un test su una rivista che ha soltanto altri tre anni di vita, Homer è vittima di un esaurimento nervoso e la sua famiglia decide di portarlo in Florida per farlo rilassare. 
La vacanza dei Simpson però capita in concomitanza con la pausa di primavera, ed Homer si lascia coinvolgere dai festeggiamenti degli studenti. Inavvertitamente però l'uomo investe con il motoscafo il capitano Jack, alligatore mascotte del luogo, e la famiglia Simpson viene arrestata. I Simpson riescono a fuggire dal penitenziario dove sono stati costretti ai lavori forzati e trovano accoglienza presso il ristorante di una anziana signora. La polizia nuovamente riesce a trovare i fuggiaschi, ma si scopre che il capitano Jack non era morto e quindi vengono a cadere tutti i capi di accusa nei confronti della famiglia.
- Guest star: Kid Rock (voce di se stesso), Diedrich Bader (voce dello sceriffo), Charlie Rose (voce di se stesso), Joe C. (voce di se stesso)
- Frase alla lavagna: Non sono qui grazie a una borsa di studio in scureggiologia
- Gag del divano: arrivando nel soggiorno, i Simpson passano sui carboni ardenti e, dopo essersi seduti sul divano, hanno i piedi neri.

## Ultimo tip-tap a Springfield
- Sceneggiatura: Julie Thacker
- Regia: Nancy Kruse
- Messa in onda originale: 7 maggio 2000
- Messa in onda italiana: 15 novembre 2000

Ispirata da un film sul tango, Lisa decide di prendere lezioni di danza, ma finisce per trovarsi iscritta a un corso di tip tap, tenuta da "Piccola" Vicky, una star del passato. Tuttavia fra tutti i bambini del suo corso, Lisa è la meno dotata e Vicky decide di non farla partecipare al saggio di fine corso. Per aiutare Lisa, il professor Frink le fornisce due scarpette, che reagiscono al rumore, rendendola in grado di danzare, ma non di fermarsi. 
Intanto Bart e Milhouse trascorrono il fine settimana nascosti all'interno dei grandi magazzini, mentre i genitori sono convinti che si trovino in campeggio.
- Guest star: assente
- Frase alla lavagna: Non ballerò sulla tomba di nessuno
- Gag del divano: i Simpson arrivano nel soggiorno usando delle liane e si siedono sul divano, Homer invece va a colpire il muro.

## Questa pazza pazza pazza pazza Marge
- Sceneggiatura: Larry Doyle
- Regia: Steven Dean Moore
- Messa in onda originale: 14 maggio 2000
- Messa in onda italiana: 17 novembre 2000

Otto abbandona la propria fidanzata Becky sull'altare. Per consolarla, la famiglia Simpson accetta di farla rimanere per un po' presso casa loro. Becky riesce a farsi voler bene da tutti i componenti della famiglia, meno che da Marge, che istigata da Patty e Selma si convince che Becky voglia rubarle la famiglia. In seguito ad alcuni equivoci, Marge aggredisce Becky e viene arrestata. 
Dopo essere riuscita a evadere, Marge trova Becky in procinto di accoltellare Homer. L'equivoco viene chiarito quando si scopre che si tratta di una messa in scena per un film che Bart sta realizzando come progetto per la scuola, ma Becky confessa alla donna che voleva davvero rubarle la famiglia e sul posto arrivano i medici che colpiscono Marge con un tranquillante, ma la donna è troppo carica per cedere al narcotico e impone alcuni lavori ad Homer, il quale le spara una seconda dose che la fa svenire.
- Guest star: Parker Posey (voce di Becky)
- Frase alla lavagna: Non posso assumere uno studente come mio sostituto
- Gag del divano: la famiglia Simpson è seduta sul divano, ma non è colorata, perciò arrivano dei disegnatori che completano la famiglia con i giusti colori.
- Curiosità:  Becky ricomparirà nel finale del film, uscito nel 2007, dove lei e Otto sono abbracciati insieme e probabilmente riconciliatisi.

## Dietro la risata
- Sceneggiatura: Tim Long, George Meyer, Mike Scully e Matt Selman
- Regia: Mark Kirkland
- Messa in onda originale: 21 maggio 2000
- Messa in onda italiana: 20 novembre 2000

L'episodio è una parodia della trasmissione Behind the Music della rete televisiva VH1, in cui vengono mostrati dei retroscena della vita dei Simpson, della loro ascesa al successo, degli scandali, delle separazioni della famiglia e della riconciliazione finale.
- Guest star: Jim Forbes (voce del narratore), Willie Nelson (voce di se stesso)
- Frase alla lavagna: Non ubbidirò alle voci nella mia testa
- Gag del divano: dopo essere arrivati sul divano, Bart inserisce una moneta e il divano esce dal soggiorno vibrando.